# Mahajuga

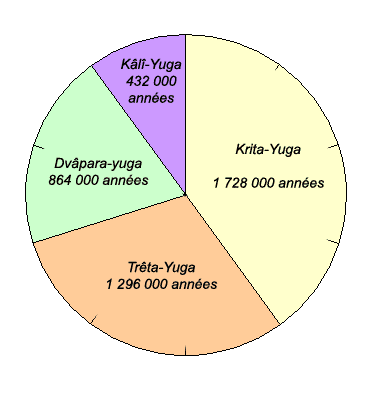
Liczby oznaczają długość każdej jugi wyrażoną w latach

Mahajuga (sanskryt: wielka juga) – w hinduizmie okres istnienia materialnego świata składający się z czterech okresów.

## Podział
Mahajuga dzieli się na cztery jugi:
- Satjajuga trwająca 1 728 000 lat
- Tretajuga trwająca 1 296 000 lat
- Dwaparajuga trwająca 864 000 lat
- Kalijuga trwająca 432 000 lat

## Kolejność
Mahajuga wyznacza czas istnienia wszechświata. Rozpoczyna się satjajugą, która cechuje się długim życiem i pobożnością ludzi, dostatkiem, brakiem chorób itp. Z biegiem czasu dobre cechy zanikają będąc zastępowanymi przez ich przeciwności. Kulminacja zła następuje pod koniec kalijugi, kiedy to zstępuje Kalkin (jedna z inkarnacji Wisznu), by unicestwić demony i na nowo rozpocząć kolejną mahajugę. Cykl ten powtarza się przez 100 lat Brahmy, a mahajuga stanowi tylko tysięczną część jego jednego dnia (kalpy).

## Dawniej
- Podczas pierwszej jugi,  satjajugi, ludzie byli bardzo pobożni. Każdy praktykował system jogi mistycznej, aby osiągnąć duchowe zrozumienie i realizację  Boga. Ponieważ wszyscy byli zawsze pogrążeni w samadhi, nikt nie był zainteresowany materialną przyjemnością zmysłową. Zasady religijne są przestrzegane całkowicie, bez odchyleń.
- W tretajudze ludzie cieszyli się zmysłową przyjemnością bez żadnych kłopotów. Zasady są lekceważone i wypełnia się jedynie ¾  religijnych obowiązków.
- Materialne niedole rozpoczęły się w dwaparajudze, ale nie były bardzo surowe, przestrzega się jedynie połowy  zasad religijnych
- Srogie niedole materialne rozpoczynają się naprawdę z chwilą nadejścia kalijugi, gdzie dharma to jedynie ¼ obowiązków człowieka a i tak stopniowo zanikają. Pod koniec kalijugi zasady religii czy też zawodowe obowiązki ludzkości ulegają niemalże zatraceniu.

We wszystkich jugach, prócz kalijugi, Wisznu przychodzi w różnych inkarnacjach i ujawnia się jako awatar.

## Obecne czasy
Według niektórych minęło dopiero 5000 lat kali jugi. Mimo to upadek sanatanadharmy jest bardzo znaczny. Dlatego obowiązkiem świętych osób jest poważne  wystąpienie w obronie sanatanadharmy  i podjęcie próby przywrócenia jej dla dobra całego społeczeństwa ludzkiego.